# Соло на саксофоні
«Соло на саксофоні» — 2-серійний міні-серіал режисера Олександра Кирієнка, що вийшов на екрани в 2012 році.

## Зміст
Владислав Лавров — власник могутньої будівельної імперії. Його в усьому супроводжує удача – бізнес процвітає, красуня дружина робить запаморочливу кар'єру на естраді, а улюблена дочка – на телебаченні. Та одного разу в будинку Лаврова з'являється його давній друг – Саша Фролов. Він бідний, смертельно хворий, і всі називають його Саша-Саксофон за віртуозну гру на інструменті. Ця людина за один день повністю руйнує непорушне і налагоджене життя Лаврова. «Соло на саксофоні» буде відкривати нам таємниці цієї сім'ї і цієї дружби одну за одною, а також головний секрет, який пов'язує колишніх друзів, а нині кримінальника і будівельного магната.

## Ролі
| Актор               | Роль |
| ------------------- | ---- |
| Віталій Хаєв        | -    |
| Олексій Серебряков  | -    |
| Костянтин Крюков    | -    |
| Євгенія Брік        | -    |
| Олена Лядова        | -    |
| Максим Макаров      | -    |
| Мадлен Джабраїлова  | -    |
| Тимофій Трибунцев   | -    |
| Антон Ескін         | -    |
| Володимир Терещенко | -    |

## Знімальна група
- Режисер — Олександр Кирієнко
- Сценарист — Вадим Зобін, Марія Зверева
- Продюсер — Авдей Кір'янов, Наталя Лазарєва
- Композитор — Антон Шварц, Дмитро Чижевський